# Colin Clarke
Colin John Clarke (* 30. Oktober 1962 in Newry) ist ein ehemaliger nordirischer Fußballspieler und war bis zum 30. November 2018 7 Jahre Trainer des North Carolina FC in der United Soccer League. Zuvor war er Trainer der Nationalmannschaft von Puerto Rico.

## Vereinskarriere
Mit 18 Jahren startete der Nordire seine Karriere bei Ipswich Town, wo er aber zu keinem Einsatz in der Profimannschaft kam. Ein Jahr später spielte er bei Peterborough United. In drei Jahren bestritt er 82 Spiele und schoss dabei 18 Tore. Weitere Vereine, bei denen er spielte, waren FC Gillingham, Tranmere Rovers, AFC Bournemouth, FC Portsmouth, FC Southampton und Queens Park Rangers. Seine wohl erfolgreichste Zeit hatte der Stürmer bei Southampton, wo er in 82 Spielen 36 Tore schoss. Insgesamt spielte Clarke 361 Spiele und erzielte dabei 146 Tore während seiner dreizehnjährigen Karriere, die er aufgrund einer Knieverletzung am Ende der Saison 1992/1993 beenden musste.

## Nationalmannschaft
Für die Nationalmannschaft Nordirlands stand er von 1986 bis 1992 38-mal auf den Platz und erzielte dabei 13 Tore. 1986 war er im Aufgebot Nordirlands bei der WM in Mexiko. Clarke hielt den Torschützenrekord der nordirischen Nationalmannschaft, bis ihn David Healy überholen konnte.

## Trainerkarriere
Seit 1998 ist er Trainer in den USA. Seine erste Station waren die Richmond Kickers. 2000 übernahm er kurzzeitig das Amt bei San Diego Flash, ehe die sich 2001 auflösten. Seit 2003 trainierte er das Team des FC Dallas in der MLS. 2007 übernahm er vor der neuen Saison das Traineramt bei den Virginia Beach Mariners.
Nachdem die Mariners sich aus dem aktuellen Spielbetrieb zurückgezogen hatten, übernahm Clarke das Traineramt beim Puerto Rico Islanders FC und ist gleichzeitig seit Januar 2008 auch Nationaltrainer von Puerto Rico.